# Stazione di Trecella
Stazione di Trecella vasútállomás Olaszországban, Lombardia régióban, Pozzuolo Martesana település Trecella frazionéjában.

## Vasútvonalak
Az állomást az alábbi vasútvonalak érintik:
- Milánó–Bergamo-vasútvonal
- Milánó–Velence-vasútvonal

## Kapcsolódó állomások
A vasútállomáshoz az alábbi állomások vannak a legközelebb:
- Stazione di Pozzuolo Martesana
- Stazione di Cassano d’Adda